# Fussilat
Fussilat (Spiegati in Dettaglio) è la quarantunesima Sura del Corano, una sura meccana composta da 54 versetti. Il nome della sura deriva dal termine arabo "Fussilat," che significa "spiegati in dettaglio," riferendosi al modo in cui il Corano presenta chiaramente i segni e i messaggi di Allah. Questa sura tratta temi come la rivelazione del Corano, l'unicità di Allah, la creazione dell'universo, la fede, la punizione dei miscredenti e la ricompensa dei giusti.

## Contenuto

### Introduzione e Natura del Corano
Versetti 1-8: La sura inizia con le lettere misteriose "Ha Mim." Viene affermato che il Corano è una rivelazione da parte di Allah, il Misericordioso, ed è stato spiegato in dettaglio per un popolo che sa. Si sottolinea l'importanza di accettare il Corano come guida e ammonimento.

### Creazione e Segni di Allah
Versetti 9-12: Viene descritto il processo di creazione dei cieli e della terra in sei giorni, evidenziando il potere e la saggezza di Allah. La sura invita a riflettere sui segni della creazione come prova dell'unicità di Allah.

### Invito alla Fede e Avvertimenti ai Miscredenti
Versetti 13-18: La sura avverte i miscredenti delle conseguenze della loro incredulità, menzionando la distruzione di antiche nazioni come 'Ad e Thamud a causa della loro disobbedienza e arroganza. Viene esortato il popolo a evitare gli stessi errori e ad accettare il messaggio divino.

### La Ricompensa dei Giusti
Versetti 19-32: Viene descritta la sorte dei giusti nel Giorno del Giudizio, quando saranno ricompensati con i giardini del Paradiso. I loro sensi e le loro membra testimonieranno a favore delle loro buone azioni. Viene evidenziata la beatitudine e la pace che attendono coloro che hanno vissuto con fede e rettitudine.

### La Rivelazione e la Resistenza dei Miscredenti
Versetti 33-46: La sura sottolinea la superiorità di coloro che chiamano alla via di Allah e compiono buone azioni. Viene anche descritto come i miscredenti cercano di respingere la rivelazione e di spegnere la luce del Corano, ma Allah protegge il Suo messaggio. Si ribadisce che Allah è consapevole di tutto ciò che accade e che la Sua giustizia è inevitabile.

### Conclusione e Esortazione alla Pazienza
Versetti 47-54: La sura conclude con un richiamo alla pazienza e alla fiducia nella promessa di Allah. Si afferma che Allah ha il controllo su tutto, compreso il momento del Giudizio, e che i credenti devono rimanere saldi nella loro fede, nonostante le difficoltà e le opposizioni.

## Analisi
La Sura Fussilat è significativa per il suo messaggio chiaro e dettagliato sul monoteismo, sulla rivelazione divina e sulla giustizia di Allah. Invita i credenti a riflettere sui segni di Allah nella creazione e a riconoscere la verità del Corano. La narrazione delle punizioni inflitte alle nazioni passate serve come ammonimento per i miscredenti e come lezione di vita per i fedeli.
La descrizione della ricompensa dei giusti offre conforto e speranza ai credenti, incoraggiandoli a perseverare nella loro fede e nelle buone azioni. La sura enfatizza la necessità di una fede sincera e di un comportamento retto, invitando tutti a rivolgersi a Allah con sincerità e umiltà.
In sintesi, la Sura Fussilat offre una guida completa sulla fede, sull'importanza di seguire la rivelazione divina, e sulle conseguenze delle azioni umane. È un richiamo alla riflessione, alla pazienza e alla fiducia nella promessa di Allah, fungendo da guida spirituale e morale per i credenti.